# Bolszoje Burtanowo
Bolszoje Burtanowo (ros. Большое Буртаново) – wieś w Rosji, w rejonie kiczmiengsko-gorodieckim obwodu wołogodzkiego. W 2010 r. liczyła 122 mieszkańców.